# Симоненко, Александр Сергеевич
Александр Сергеевич Симоненко (род. 14 февраля 1974, Кировоград, Украинская ССР) — украинский трековый велогонщик, заслуженный мастер спорта Украины, призёр Олимпийских игр в Сиднее, победитель и призёр чемпионатов мира, неоднократный победитель и призёр чемпионатов Украины.

## Биография
Александр Симоненко родился 14 февраля 1974 года в Кировограде. Заниматься велоспортом начал с 1986 года в спортивном клубе «Буревестник». С 1994 по 1998 годы учился в Кировоградском педагогическом университете имени Владимира Винниченко на факультете физического воспитания и спорта. С 1995 года входил в состав спортивной команды Государственной пограничной службы Украины. В 2001 году Симоненко признали лучшим спортсменом Украины и лауреатом общенациональной программы «Человек года-2001».
За высокие спортивные результаты и вклад в развитие славы украинского спорта в мире Александр Симоненко награждён орденом «За заслуги» второй и третьей степеней.
Решением Кировоградского городского совета от 24 июля 2003 года Александру Симоненко присвоено звание «Почётный гражданин Кировограда».
После окончания спортивной карьеры с 2005 по 2010 годы Симоненко работал на должности заместителя председателя физкультурно-спортивного общества «Динамо» Украины в Кировоградской области.

### Спортивная карьера
Александр Симоненко начал заниматься спортом под руководством своего отца Симоненко Сергея Ивановича, позже его тренировали Сергей Фисюк и Александр Заворотный. В 1988 году спортсмена пригласили в Киевский центр олимпийской подготовки «Титан». В 1990 году в Москве он стал чемпионом СССР среди юниоров и выполнил норматив мастера спорта СССР.
В 1992 году Симоненко в составе юниорской сборной Украины завоевал два серебра на чемпионате мира в Афинах. Через три года на взрослом чемпионате мира в Боготе он снова занял вторую строчку в командной гонке преследования. В 1997 году спортсмен повторил это достижение уже в Перте, Австралия.
В 1998 году на чемпионате мира в Бордо Симоненко вместе с Александром Феденко, Сергеем Матвеевым и Русланом Подгорным завоевал первое место в командной гонке преследования. В 2001 году он повторил это достижение вместе с Сергеем Чернявским, Александром Феденко и Любомиром Полатайко на чемпионате мира в Антверпене. Кроме этого, завоевал золото и в индивидуальной гонке преследования.
На этапах Кубка мира спортсмен неоднократно одерживал победы и призовые места как в индивидуальных, так и в командных гонках преследования.
На первых своих Олимпийских играх в Атланте спортсмен в составе сборной Украины в командной гонке преследования занял седьмое место. На Играх в Сиднее велосипедист соревновался в индивидуальной гонке преследования, где занял шестое место. А вместе с Александром Феденко, Сергеем Матвеевым и Сергеем Чернявским в командной гонке преследования завоевал серебряные награды.

## Награды
- Кавалер Ордена «За заслуги» ІІ степени (2000)[6]
- Кавалер Ордена «За заслуги» ІІІ степени (1999)[7]